# Lycksele SK
Lycksele SK är en idrottsförening från Lycksele i Lappland bildad den 11 januari 1929 ur Lycksele Boxningsklubb när man även ville träna brottning. Även friidrott, fotboll, boxning och konståkning har stått på programmet. Fotbollen slogs ihop med Lycksele IF 1941  samtidigt som även friidrotten försvann. Ishockeysektionen bildades 1943  och föreningen byggde själv en ishall som stod klar 1978.

## Säsonger
Lycksele SK har spelat sex säsonger i Division 1. Nedan finns resultaten ordnade i en tabell.
| Säsong                              | Division           | Placering | Vårserie             | Playoff/Kval     |
| ----------------------------------- | ------------------ | --------- | -------------------- | ---------------- |
| 2000/2001                           | Division 1 Norra A | 7         |                      | [ a ]            |
| 2001/2002                           | Division 1 Norra A | 5         |                      |                  |
| 2002/2003                           | Division 1 Norra A | 8         | 5: i vårserien       | Avstod kval      |
| 2003-2007 spelade man i Division 2. |                    |           |                      |                  |
| 2007/2008                           | Division 1A        | 6         | 3:a i vårserien      |                  |
| 2008/2009                           | Division 1A        | 4         | 4:a i vårserien      | 2:a i kvalserien |
| 2009/2010                           | Division 1A        | 4         | 8:a i Allettan Norra |                  |

Anmärkningar
1. ↑  Kvalspelet inställt efter att Tuolluvaara IF/Malmbergets AIF och Kågedalens AIF dragit sig ur.[6]